# Cradle of Filth
Cradle of Filth (с англ. — «Колыбель порока») — английская метал-группа, основанная Дэни Филтом в 1991. Стиль группы менялся от альбома к альбому, но в среднем представляет собой смесь симфонического блэк-метала и готик-метала. Лирика и образы Cradle of Filth находятся под сильным влиянием готической литературы, поэзии, фильмов ужасов и мистики: группа часто посвящает песни вампирам, зловещим историческим фигурам и мрачной эротике. Музыканты выступают в сценических костюмах, корпспейнте и другом подобном гриме, используют на концертах декорации в стиле ужасов. На протяжении более чем 30 лет существования группы состав группы неоднократно менялся и лишь Филт остаётся участником группы с момента основания.

## История
Группа была основана в 1991 в Саффолке, Англия, вокалистом Дэниелом Ллойдом Дэви, выступающим под псевдонимом Дэни Филс («Порочный» Дэни). Первые демозаписи группы представляли собой грубый и сырой дэт-метал, мало имевший отношение к последующему стилю группы. Дебютный альбом The Principle of Evil Made Flesh вышел в 1994 году на андеграундном лейбле Cacophonous Records. На нём группа уже перешла к блэк-металу. В 1996 был выпущен EP Vempire or Dark Faerytales in Phallustein, который стал дебютом певицы Сары Джезебель Дева, заменившей Андрею Меир.
В 1998 был выпущен альбом под названием Cruelty And The Beast, посвященный легенде о Кровавой Графине Элизабет Батори. В песне «Bathory Aria» участвует актриса Ингрид Питт, ведя повествование от лица Батори, которую она играла в фильме «Графиня Дракула» в 1971 году.
На следующий год группа выпустила EP From the Cradle to Enslave, состоящий из двух новых песен, кавер-версий на песни групп Anathema(«Sleepless») и Misfits(«Death Comes Ripping»).
Следующий альбом Midian был выпущен в 2000 году, он был основан на рассказе Клайва Баркера «Кабал». Рассказчиком группы стал Дуглас Брэдли — актёр, наиболее известный по роли Пинхеда в фильмах Восставший из ада.
Затем Cradle Of Filth на собственном лейбле выпустили EP Bitter Suites to Succubi, в который включены четыре новые песни, три новые версии песен с альбома The Principle of Evil Made Flesh, два инструментальных трека и кавер на песню группы The Sisters of Mercy «No Time To Cry».
В 2003 году был издан Damnation and A Day, в записи которого принимал участие оркестр из Будапешта. Это концептуальный альбом, его концепция основана на небезызвестной поэме Джона Мильтона «Потерянный Рай», которая повествует о грехопадении глазами Люцифера.
Группа перешла на Roadrunner Records и выпустила очередной альбом Nymphetamine, который прервал десятилетнюю череду концептуальных альбомов.
В 2006 вышел Thornography, который музыканты охарактеризовали следующим образом: «Представляет человеческую одержимость грехом и эгоизмом… склонность к самонаказанию или чего-нибудь равному… мания». Тем не менее, альбом не является концептуальным, так как песни тематически друг с другом не связаны.
В ноябре этого года группу покинул ударник Адриан Эрландсон.
А в октябре 2008 группа выпустила свой восьмой полноформатный альбом Godspeed on the Devil's Thunder, который снова стал концептуальным. Его концепция посвящена истории жизни Жиля де Рэ, французского маршала, жившего в XV веке. Он был известен как один из видных соратников Жанны де Арк, который после её смерти стал практиковать черную магию и был обвинён Инквизицией в ереси, поклонении Сатане, ритуальных жертвоприношениях, убийствах детей и был казнён. В следующем году к группе присоединилась клавишница Abigail Williams Эшли «Эллиллон» Юргемайер. Также в Cradle Of Filth вернулся гитарист Джеймс МакИллрой.
В апреле 2010 группа перешла на Peaceville Records и приступила к записи нового, девятого альбома Darkly, Darkly, Venus Aversa, который вышел 1 ноября 2010. Лирика альбома посвящена мифу о Лилит, первой жене Адама, а некоторые песни рассказывают о древнегреческой мифологии и Ордене тамплиеров.
В конце 2010 года Каролина Кэмпбэлл заменила Эшли «Эллиллон» Юргемайер. 29 октября 2012 года вышел десятый полноформатный студийный альбом The Manticore and Other Horrors на лейблах Peaceville Records (Великобритания) и Nuclear Blast (США).
В феврале 2021 года Cradle Of Filth объявили, что новый альбом получил название Existence Is Futile и будет выпущен на Nuclear Blast Records в этом году.

## Стиль
Стиль Cradle of Filth менялся с годами, и представляет собой сочетание разных видов метала. Чаще всего группу классифицируют как симфо-блэк-метал, но в поздних работах присутствует элемент готик-метала — более медленные композиции, атмосферные партии синтезаторов, дуэты «красавица и чудовище» с певицами, обладающими классическим вокалом (Сара Джезебель Дева, Лив Кристин). Ранние работы группы, напротив, имеют влияние дэт-метала.
Стилистику и самобытность группы определяет во многом вокал. Голос Дэни Филта является визитной карточкой группы. Это хриплый горловой фальцет, позволяющий Дэни исполнять трудные для обычных вокалистов партии, а на интермедиях брать экстремально высокие ноты.

## Текущий состав
- Дэни Филт — вокал (1991—наши дни)
- Мартин «Мартус» Шкарупка — ударные, клавишные (2006—наши дни)
- Дэниел Фёрт — бас-гитара (2012—наши дни)
- Марек «Ашок» Смерда — гитара (2014—наши дни)
- Донни Бёрбейдж — гитара (2022—наши дни)
- Зои Мари Федерофф — клавишные, женский вокал (2022—наши дни)

### Бывшие участники
Гитара
- Пол Райан (1991—1994)
- Пол Аллендер (1992—1994, 2000—2014)
- Робин «Грэйвз» Иглстоун[англ.] (1992)
- Риши Мехта (1994, на концертах)
- Стюарт Анстис (1995—1999, умер в 2022)
- Джаен Пирес (1996—1999, 2000—2002)
- Джеймс МакИлрой (2003—2005, 2009—2014)
- Чарлз Хеджер (2005—2009)
- Ричард Шоу (2014—2022)

Бас-гитара
- Джонатан Притчард (1991—1992)
- Джон Кеннеди  (1994—1995,  (вокалист Hecate Enthroned (1993—1998) умер в 2023)
- Робин «Грэйвз» Иглстоун[англ.] (1992—1994, 1995—2002)
- Дэйв Пайбус[англ.] (2002—2005, 2005—2012)
- Чарлз Хеджер (2005)

Ударные
- Дэррен «Даз» Гарден (1991—1992)
- Николас Баркер (1993—1999) (потом в Dimmu Borgir (1999—2004))
- Дэйв Хиршхаймер (1999, на концертах) (сессионный ударник на PanDaemonAeon (1999))
- Адриан Эрландссон (1999—2006) (потом в Paradise Lost (2009—2016))

Клавишные
- Бенджамин Райан (1991—1994)
- Дэмиен Грэгори (1994—1997)
- Лес «Лектер» Смит (1997—1999) (потом в Anathema (2000—2011)
- Марк Ньюби-Робсон  (также оркестровка) (1999 на концертах, 2006—2011 в студии)
- Мартин Пауэлл  (также скрипка и гитара) (2000—2005) (скрипач и клавишник My Dying Bride (1992—1998) и Anathema (1998—2000))
- Рози Смит (также бэк-вокал) (2005—2009, на концертах)
- Эшли Эллиллон Юргемайер (также бэк-вокал) (2009—2011)
- Каролина Кэмпбелл (также бэк-вокал) (2011—2012)
- Линдси Скулкрафт (2013—2020)
- Анабелль Иратни (2020—2022)

Женский вокал
- Андреа Меир Хаген  (1993—1994, умерла в 2021)
- Дэниэлла Снежна Коттингтон (1994—1998, в студии)
- Сара Джезебел Дэва (1996—2008, 2011) (бывшая сессионная вокалистка Covenant, Therion, приглашённая вокалистка The Gathering)
- Кристина (1998, US тур)
- Лив Кристин (2004, 2017 в студии)
- Каролина Греттон (2008, в студии)
- Люси Аткинс (2010—2012, в студии)
- Линдси Скулкрафт (2013—2020)
- Анабелль Иратни (2020—2022)

### Студийная хронология
| Альбом                                         | Год  | Инструмент | Инструмент      | Инструмент     | Инструмент        | Инструмент        | Инструмент        | Инструмент         |
| Альбом                                         | Год  | Вокал      | Гитара          | Гитара         | Бас               | Ударные           | Клавишные         | Женский вокал      |
| ---------------------------------------------- | ---- | ---------- | --------------- | -------------- | ----------------- | ----------------- | ----------------- | ------------------ |
| Invoking the Unclean (демо)                    | 1992 | Дэни Филт  | Пол Райан       | Робин Иглстоун | Джонатан Притчард | Дэррен Гарден     | Бенджамин Райан   | —                  |
| Orgiastic Pleasures Foul (демо)                | 1992 | Дэни Филт  | Пол Райан       | Робин Иглстоун | Джонатан Притчард | Дэррен Гарден     | Бенджамин Райан   | —                  |
| Total Fucking Darkness (демо)                  | 1992 | Дэни Филт  | Пол Райан       | Пол Аллендер   | Робин Иглстоун    | Дэррен Гарден     | Бенджамин Райан   | —                  |
| The Principle of Evil Made Flesh               | 1994 | Дэни Филт  | Пол Райан       | Пол Аллендер   | Робин Иглстоун    | Николас Баркер    | Бенджамин Райан   | Андреа Меир        |
| Vempire or Dark Faerytales in Phallustein (EP) | 1996 | Дэни Филт  | —               | Стюарт Анстис  | Робин Иглстоун    | Николас Баркер    | Дэмиен Грэгори    | Сара Джезебел Дэва |
| Dusk... and Her Embrace                        | 1996 | Дэни Филт  | Джаен Пирес     | Стюарт Анстис  | Робин Иглстоун    | Николас Баркер    | Дэмиен Грэгори    | Сара Джезебел Дэва |
| Cruelty And The Beast                          | 1998 | Дэни Филт  | Джаен Пирес     | Стюарт Анстис  | Робин Иглстоун    | Николас Баркер    | Лес Смит          | Сара Джезебел Дэва |
| From the Cradle to Enslave (EP)                | 1999 | Дэни Филт  | Джаен Пирес     | Стюарт Анстис  | Робин Иглстоун    | Адриан Эрландссон | Лес Смит          | Сара Джезебел Дэва |
| Midian                                         | 2000 | Дэни Филт  | Джаен Пирес     | Пол Аллендер   | Робин Иглстоун    | Адриан Эрландссон | Мартин Пауэлл     | Сара Джезебел Дэва |
| Bitter Suites to Succubi (EP)                  | 2001 | Дэни Филт  | Джаен Пирес     | Пол Аллендер   | Робин Иглстоун    | Адриан Эрландссон | Мартин Пауэлл     | Сара Джезебел Дэва |
| Damnation and A Day                            | 2003 | Дэни Филт  | Мартин Пауэлл   | Пол Аллендер   | Дэйв Пайбус       | Адриан Эрландссон | Мартин Пауэлл     | Сара Джезебел Дэва |
| Nymphetamine                                   | 2004 | Дэни Филт  | Джеймс МакИлрой | Пол Аллендер   | Дэйв Пайбус       | Адриан Эрландссон | Мартин Пауэлл     | Сара Джезебел Дэва |
| Thornography                                   | 2006 | Дэни Филт  | Чарлз Хеджер    | Пол Аллендер   | Дэйв Пайбус       | Адриан Эрландссон | Марк Ньюби-Робсон | Сара Джезебел Дэва |
| Godspeed on the Devil's Thunder                | 2008 | Дэни Филт  | Чарлз Хеджер    | Пол Аллендер   | Дэйв Пайбус       | Мартин Шкарупка   | Марк Ньюби-Робсон | Сара Джезебел Дэва |
| Darkly, Darkly, Venus Aversa                   | 2010 | Дэни Филт  | Джеймс МакИлрой | Пол Аллендер   | Дэйв Пайбус       | Мартин Шкарупка   | Эшли Юргемайер    | Люси Аткинс        |
| Evermore Darkly (EP)                           | 2011 | Дэни Филт  | Джеймс МакИлрой | Пол Аллендер   | Дэйв Пайбус       | Мартин Шкарупка   | —                 | —                  |
| The Manticore and Other Horrors                | 2012 | Дэни Филт  | —               | Пол Аллендер   | Дэниел Фёрт       | Мартин Шкарупка   | Мартин Шкарупка   | Люси Аткинс        |
| Hammer of the Witches                          | 2015 | Дэни Филт  | Марек Смерда    | Ричард Шоу     | Дэниел Фёрт       | Мартин Шкарупка   | Линдси Скулкрафт  | Линдси Скулкрафт   |
| Cryptoriana — The Seductiveness of Decay       | 2017 | Дэни Филт  | Марек Смерда    | Ричард Шоу     | Дэниел Фёрт       | Мартин Шкарупка   | Линдси Скулкрафт  | Линдси Скулкрафт   |
| Existence Is Futile                            | 2021 | Дэни Филт  | Марек Смерда    | Ричард Шоу     | Дэниел Фёрт       | Мартин Шкарупка   | Анабелль Иратни   | Анабелль Иратни    |

## Дискография
- The Principle of Evil Made Flesh (1994)
- Dusk... and Her Embrace (1996)
- Cruelty and the Beast (1998)
- Midian (2000)
- Damnation and a Day (2003)
- Nymphetamine (2004)
- Thornography (2006)
- Godspeed on the Devil's Thunder (2008)
- Darkly, Darkly, Venus Aversa (2010)
- The Manticore and Other Horrors (2012)
- Hammer of the Witches (2015)
- Cryptoriana — The Seductiveness of Decay (2017)
- Existence Is Futile (2021)
- The Screaming of the Valkyries (2025)[1]